# Eslohe

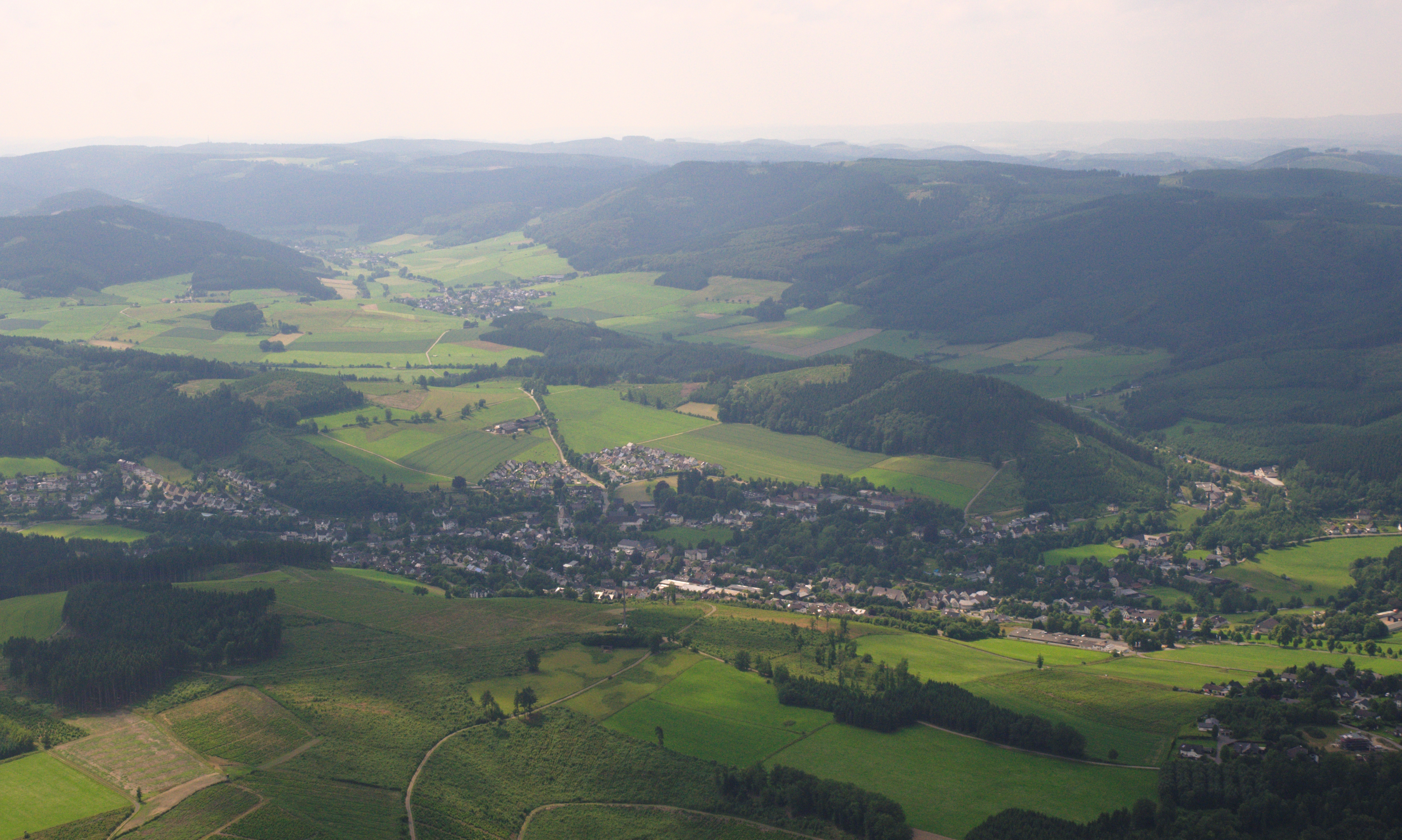
Eslohe

Eslohe è un comune di 8 841 abitanti della Renania Settentrionale-Vestfalia, in Germania.
Appartiene al distretto governativo (Regierungsbezirk) di Arnsberg ed è capoluogo del circondario dell'Alto Sauerland.